# 戈特弗里德·森佩尔
戈特弗里德·森佩尔（德語：Gottfried Semper，1803年11月29日—1879年5月15日），德国建筑师、艺术评论家。
森佩尔的代表作品是其于1838年至1841年间设计建造的德累斯顿森佩尔歌剧院。1849年他因参与了德累斯顿五月起义而遭政府通辑，被迫流亡至苏黎士、伦敦等地。1862年遇赦后返回德国。
森佩尔对建筑起源作过深入研究，在其《建筑四要素》一书中对此有详细探讨。此外，他主张古希腊建筑原本是多彩调而非白色调的，是学界关于此问题争论中的核心人物之一。